# Savoyards
Pour les articles homonymes, voir Savoyard.
Les Savoyards, autrement appelés Savoisiens, sont les habitants de la région historique de la Savoie, berceau de la maison de Savoie, seigneurs contrôlant le comté (XIe siècle-1416) puis le duché de Savoie (1416-1860). L'ancien duché est donné par ses princes à la France en 1860 afin d'obtenir le soutien de l'Empire et réaliser l'unité italienne et ce territoire correspond aujourd'hui aux deux départements français de la Savoie et de la Haute-Savoie, au sein de la région Auvergne-Rhône-Alpes.

## Ethnonymie
Les termes « Savoyard » et « Savoisien » sont apparus tous deux au XVIe siècle. Le terme « Savoisien » a été utilisé pour désigner les sujets du prince, ainsi que des objets[pas clair]. Au cours de l'histoire, le gentilé « Savoyen », plus littéraire, a aussi été utilisé.
Au XVIe siècle, le poète Marc-Claude de Buttet (né en 1530 à Chambéry), auteur de l'Amalthée, fait suivre son nom du qualificatif : « Gentilhomme savoisien ». François de Sales au XVIIe siècle, alors en réplique au duc de Savoie, et voulant se défendre des propositions faites par le clergé parisien, déclara : « Si votre excellence me le permet, je lui dirai avec esprit de liberté, que je suis né, nourri et instruit, et tantôt envieilli en une solide fidélité envers notre prince souverain, à laquelle ma profession outre cela, et toutes les considérations humaines qui peuvent se faire, me tiennent étroitement lié. Je suis essentiellement « savoisien », et moi et tous les miens, et ne saurais jamais être autre chose. » Lorsqu'il voulait moquer et critiquer ses concitoyens, François de Sales utilisait toujours le mot « savoyard ».
Au Piémont, au Moyen Âge, on employait en latin Savoinus, c'est-à-dire Savoyen[réf. nécessaire]. Puis la traduction de l'italien « savoiardo » a fait naître le gentilé « Savoyard », parfois utilisé dans le passé de façon péjorative car les Savoyards de Paris effectuaient des tâches jugées peu valorisantes.
Exemples de définitions françaises marquant la connotation péjorative du terme « Savoyard » :
- « Savoyard : homme sale, grossier et brutal, on emploie le mot savoyard par mépris », (Dictionnaire Universel, Paris 1834)
- « Savoyard : dans un langage très familier, on emploie ce mot pour désigner un homme grossier, rustre », (Dictionnaire des Dictionnaires, Paris 1837)
- « Savoyard : paysan grossier, ramoneur, employé comme injure au XIXe siècle », (Dictionnaire de langue Française de Paul Robert, Paris 1989)

### Controverse
Depuis l'apparition de mouvements indépendantistes en Savoie (comme la Ligue savoisienne), le terme « savoisien » a tendance à être approprié par eux et pour leurs objectifs, ces derniers refusant le terme « savoyard » - considéré comme « français » et historiquement péjoratif du nom des habitants de la Savoie.
Louis Besson, alors secrétaire d'État, faisait l'intervention suivante lors d'une séance au Sénat en octobre 1998, en évoquant les réticences à l'égard du mot « cumul » et de son dérivé « cumulard » : « Ce raisonnement me rappelle ce que disent les indépendantistes de ma propre région, qui veulent être désormais appelés « Savoisiens » et non plus « Savoyards » compte tenu de la connotation négative que revêt la terminaison "ard" ! ».
Au début du XXIe siècle, le terme le plus utilisé, en Savoie comme en France, pour désigner les habitants de ces départements est « Savoyard », et plus spécifiquement « Haut-Savoyard » pour le département du nord. Il est utilisé sans connotation péjorative.